# Godfrey Wettinger
Godfrey « Gotifride » Wettinger, né le 22 décembre 1929 à Mosta et mort le 22 mai 2015, est un historien maltais. Il est connu pour avoir découvert le plus ancien texte littéraire connu en langue maltaise (le poème du XVe siècle Il-Kantilena). Ses travaux ont porté sur la mise en évidence des origines principalement arabes de Malte avant l'arrivée de Roger II de Sicile.

## Biographie
Son père meurt alors que Godfrey est encore jeune. Il veut d'abord être professeur mais bifurque ensuite vers l'Histoire et s'inscrit par correspondance à l'université de Londres, l'université royale de Malte ne disposant pas d'un cursus Histoire très avancé.
Le 3 septembre 1965, le Times of Malta publie une lettre de Godfrey Wettinger qui remet en question l'authenticité des mythes médiévaux maltais et lance une controverse dans le pays. Cet affront lui vaut les inimitiés des historiens maltais de l'époque, alors très proches de l'Église catholique. En 1966, Godfrey Wettinger découvre avec le père Michael Fsadni le plus ancien texte littéraire connu en langue maltaise, Il-Kantilena, un poème du XVe siècle attribué à Pietru Caxaro. Wettinger et Fsadni s'étaient rencontrés à la bibliothèque nationale de Malte alors que Wettinger effectuait des recherches sur l'histoire de l'esclavage dans le pays. Il déclare en 2013 que les deux hommes se sont fait une promesse sur l'histoire de la découverte de ce poème.
En 1969, Wettinger parvient finalement à devenir maître de conférences à l'université de Malte. Il publie l'histoire des noms des îles de Malte (Place-names of the Maltese Islands : Ca. 1300-1800) et met en évidence les origines sémitiques et/ou arabes de la région. Ses thèses remettent en cause la notion que le peuple de Malte descend des fidèles paulins. En 2011, il publie un article dans lequel il conclut avec certitude que les invasions arabes circa 870 ont mené à une repopulation arabe de l'île, une « rupture ethnique plutôt qu'un simple changement culturel et religieux ». Il suggère que cette repopulation est passée par la Sicile, terre alors occupée par des peuples arabes, et s'est déroulée sans accroc jusqu'à l'arrivée de Roger II de Sicile,. Son ouvrage Slavery in the Islands of Malta and Gozo ca. 1000-1812 lui permet de retracer les influences ethniques de l'île à travers, aussi, l'origine de ses esclaves devenus habitants de l'île avec le temps.
Selon Evarist Bartolo, les recherches menées par Godfrey Wettinger ont permis de « nettoyer de nombreux mythes et fables de l'Histoire (maltaise) ».
Le Professeur Wettinger fut un membre fondateur et l'ancien rédacteur en chef de Melita Historica, le journal de la Malta Historical Society (« Société Historique de Malte »), une société savante dont il fut le président à plusieurs reprises,

## Publications

### Ouvrages
- Peter Caxaro's Cantilena : a Poem in Medieval Maltese, Malta, 1968.
- The Jews of Malta in the Late Middle Ages, Midsea Books, 1985.  (ISBN 0811532097)
- Place-names of the Maltese Islands : Ca. 1300-1800, PEG, 2000.  (ISBN 9990992495)
- Slavery in the Islands of Malta and Gozo ca. 1000-1812, Publishers Enterprises Group, 2002.  (ISBN 9990903166)

### Articles
- « The Distribution of Surnames in Malta in 1419 and the 1480s », Journal of Maltese Studies (University of Malta), 5 (1968), 25-48.
- « The Militia List of 1419-20 : a New Starting Point for the Study of Malta's Population », Melita Historica Journal of the Malta Historical Society, v, 2 (1969), 80-106.
- « Late Medieval Maltese Nicknames », Journal of Maltese Studies, 6 (1971), 34-46.
- « Arabo-Berber Influences in Malta : Onomastic Evidence », Proceedings of the First Congress on Mediterranean Studies of Arabo-Berber Influence (Algiers, 1973), 484-95.
- « The Lost Villages and Hamlets of Malta », in Medieval Malta : Studies on Malta before the Knights, ed. A.T Luttrell, (London, 1975), 181-216.
- « Some Medieval Maltese Place-names of Archaeological Interest », Atti del Colloquio Internazionale di Archeologia Medievale 1974 (Palermo, 1976), 329-365.
- « Looking Back on the Cantilena of Peter Caxaro », Journal of Maltese Studies, 112 (1978), 88-105.
- « The Abolition of Slavery in Malta », Archivum, Journal of Maltese Historical Research, 1 (Malta, 1981), 1-19.
- « The Arabs in Malta », Mid-Med Bank Limited: Report and Accounts, 1984 (Malta, 1985), 22-37.
- « The Jews of Malta in the Late Middle Ages » (1985)
- « The Arabs in Malta, second and much lengthened edition », in Malta : Studies of its Heritage and History (Malta, 1986), 87-104.
- « The “Norman” Heritage of Malta », Treasures of Malta, I, 3 (1995), 334-39.
- « The Origins of the “Maltese” Surnames », Melita Historica, xii 4 (1999), 333-344.
- « Place-names of the Maltese Islands » (1999)
- « Black African Slaves in Malta », Mediterranean Seascapes, ed. Simon Mercieca, (Malta, 2007), 65-81.
- « Slavery in the Maltese Islands, ca. 1000 AD to 1814 », with which Prof. Wettinger returns to his original intellectual interests and for half of which he had obtained Ph.D. in 1971 from the University of London.

## Distinctions honorifiques
- 1996 : Officier de l'Ordre national du Mérite de Malte[7]